# 湧水町
湧水町（ゆうすいちょう）は、鹿児島県の北部内陸地域に位置する町。姶良郡に属する。

## 地理

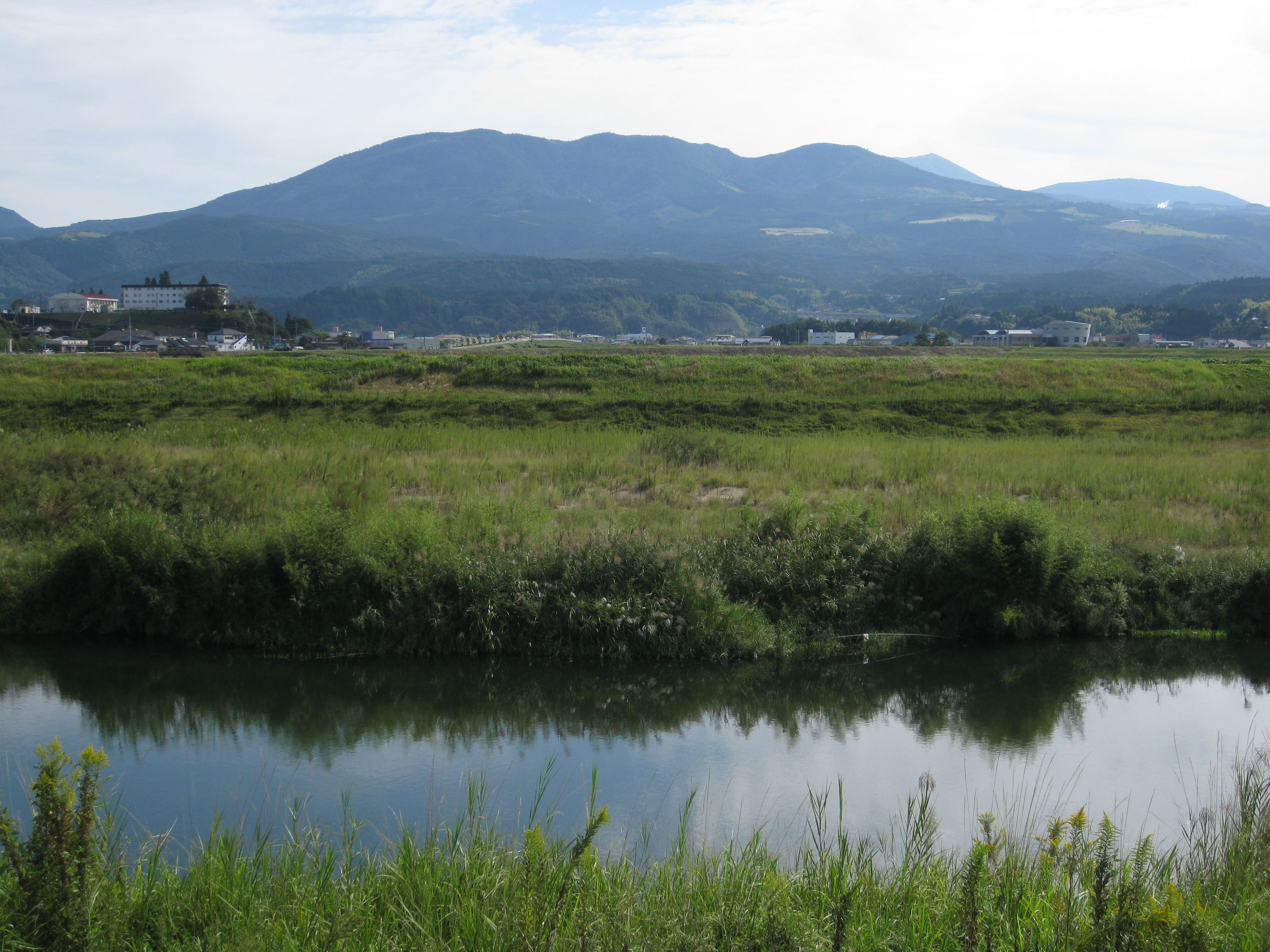
栗野岳

鹿児島県中北部、鹿児島市の北東約70kmの内陸地域に位置し、九州山地と霧島連峰に囲まれた盆地である。南九州特有の多雨な気候であるが、盆地のため南九州としては冬場は寒冷で、夏冬・昼夜の寒暖の差が著しい。
- 川：川内川・天降川
- 山：栗野岳・国見岳

### 隣接市町村
- 霧島市
- 伊佐市
- 薩摩郡さつま町
- 宮崎県えびの市

### 大字

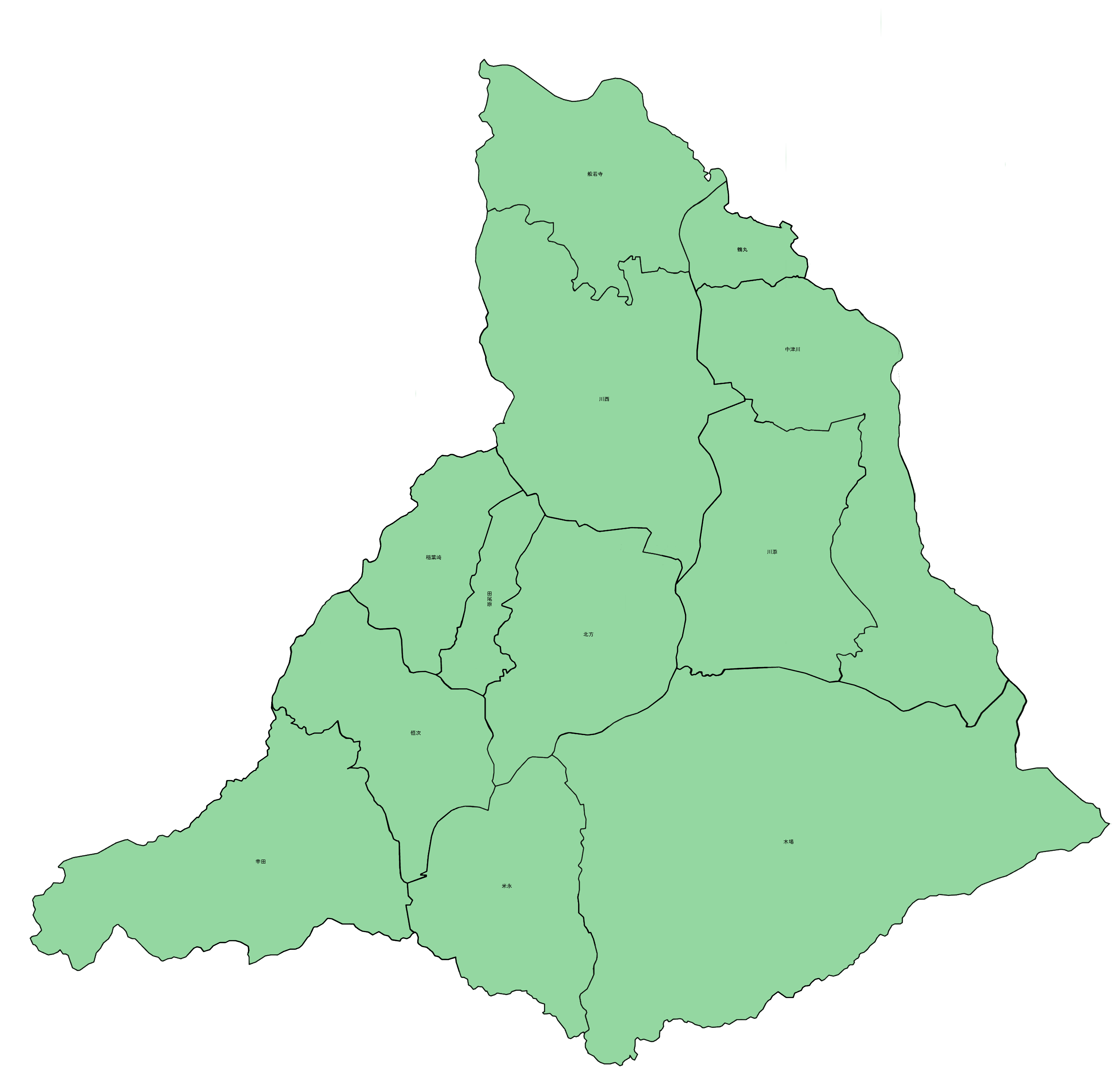
湧水町地図

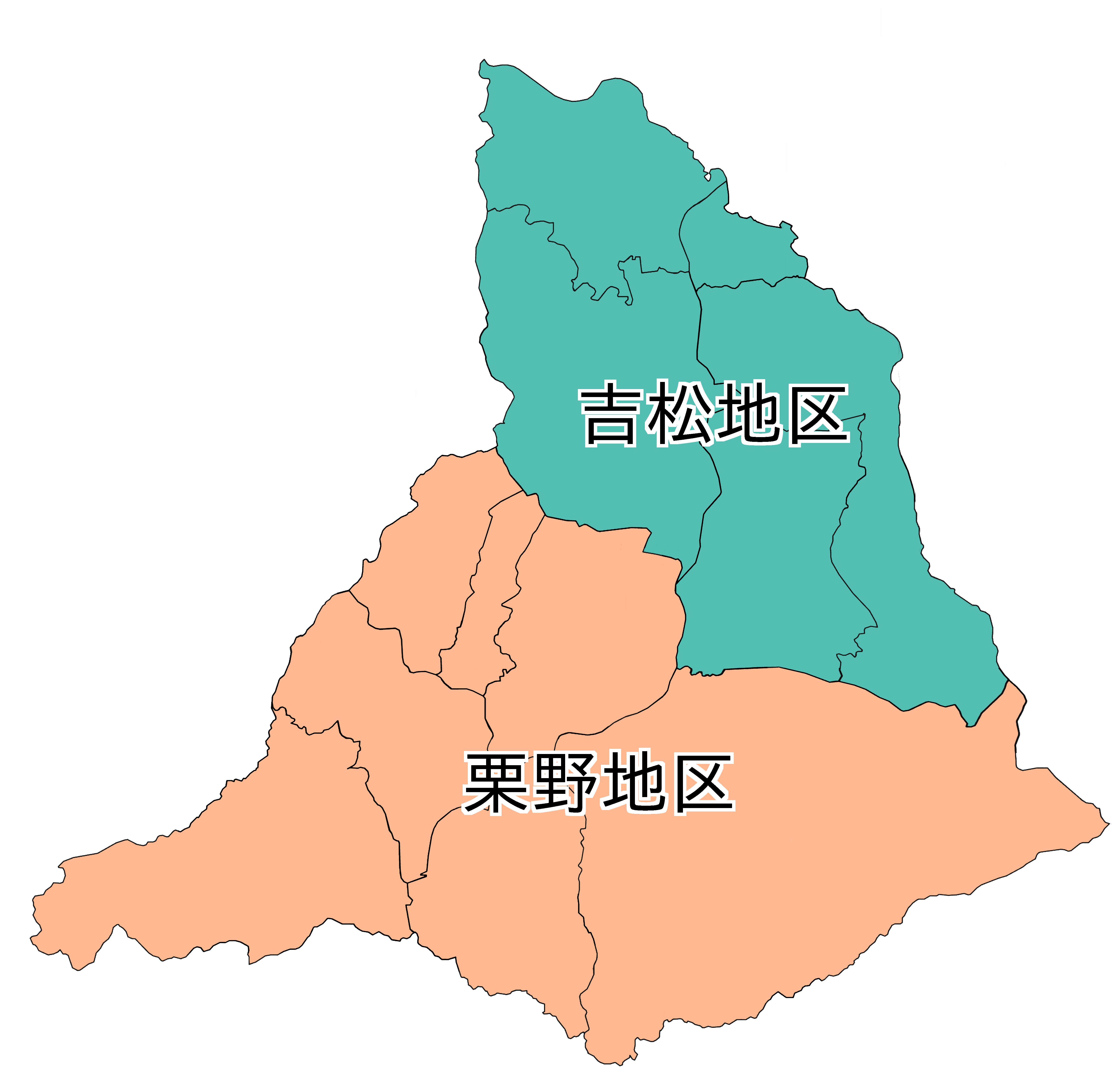
地域区分

| 旧町域   | 大字                                         |
| -------- | -------------------------------------------- |
| 旧栗野町 | 稲葉崎・北方・幸田・木場・田尾原・恒次・米永 |
| 旧吉松町 | 川添・川西・鶴丸・中津川・般若寺             |

## 歴史

### 近現代
- 2005年3月22日 - 吉松町と栗野町が合併して姶良郡湧水町が発足。町名は町域の竹中池（旧吉松町内）・丸池（旧栗野町内）から湧き出る湧水に由来する。

## 主な企業
- えびの電子
- TAA南九州
- 株式会社ニシキ
- タイヨー栗野店
- ダイレックス栗野店
- コメリ栗野店
- MEC Industry

## 行政

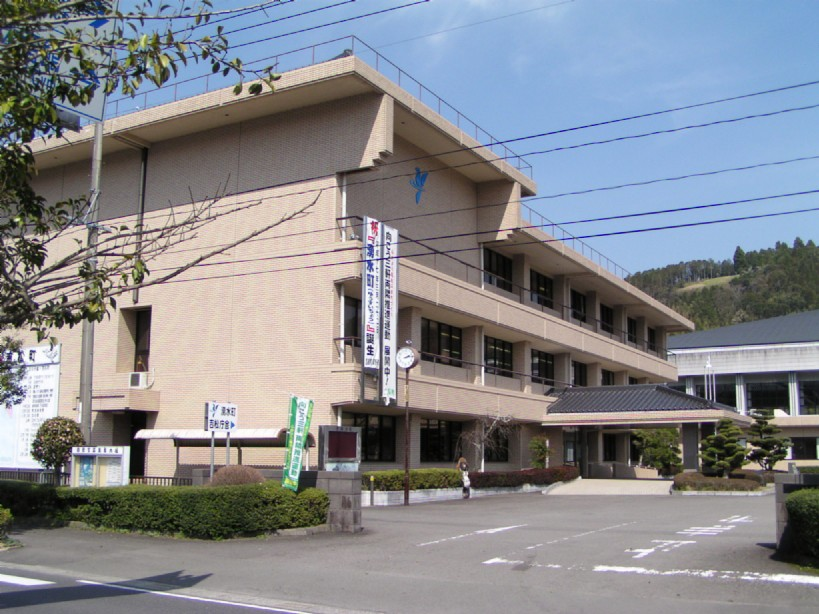
吉松庁舎（旧吉松町役場） 2005年3月29日

- 町長：池上 滝一 (いけがみ りゅういち)
- 町議会議員数：12名

### 町の行政機関
分庁舎方式。
- 栗野庁舎（旧栗野町役場）：総務部門設置庁舎
- 吉松庁舎（旧吉松町役場）：議会・教育委員会

### 県の行政機関
- 鹿児島県警察伊佐湧水警察署
  - 吉松駐在所
  - 栗野交番
- 鹿児島県姶良・伊佐地域振興局建設部湧水支所

### 国の行政機関
- 法務省矯正局福岡矯正管区：鹿児島刑務所

## 姉妹都市・提携都市
- 北海道美幌町 スカイスポーツが縁による交流がおこなわれている

## 地域

### 人口
| |                                        |  |
| 湧水町と全国の年齢別人口分布（2005年） | 湧水町の年齢・男女別人口分布（2005年） |  |
| ■紫色 ― 湧水町 ■緑色 ― 日本全国 | ■青色 ― 男性 ■赤色 ― 女性              |  |
| 湧水町（に相当する地域）の人口の推移 \| 1970年（昭和45年） \| 16,082人 \| \| \| 1975年（昭和50年） \| 14,488人 \| \| \| 1980年（昭和55年） \| 13,982人 \| \| \| 1985年（昭和60年） \| 13,792人 \| \| \| 1990年（平成2年） \| 13,851人 \| \| \| 1995年（平成7年） \| 13,537人 \| \| \| 2000年（平成12年） \| 13,237人 \| \| \| 2005年（平成17年） \| 12,566人 \| \| \| 2010年（平成22年） \| 11,595人 \| \| \| 2015年（平成27年） \| 10,327人 \| \| \| 2020年（令和2年） \| 9,119人 \| \| |                                        |  |
| 総務省統計局 国勢調査より |                                        |  |
| 1970年（昭和45年） | 16,082人                               |  |
| 1975年（昭和50年） | 14,488人                               |  |
| 1980年（昭和55年） | 13,982人                               |  |
| 1985年（昭和60年） | 13,792人                               |  |
| 1990年（平成2年） | 13,851人                               |  |
| 1995年（平成7年） | 13,537人                               |  |
| 2000年（平成12年） | 13,237人                               |  |
| 2005年（平成17年） | 12,566人                               |  |
| 2010年（平成22年） | 11,595人                               |  |
| 2015年（平成27年） | 10,327人                               |  |
| 2020年（令和2年） | 9,119人                                |  |

### 教育

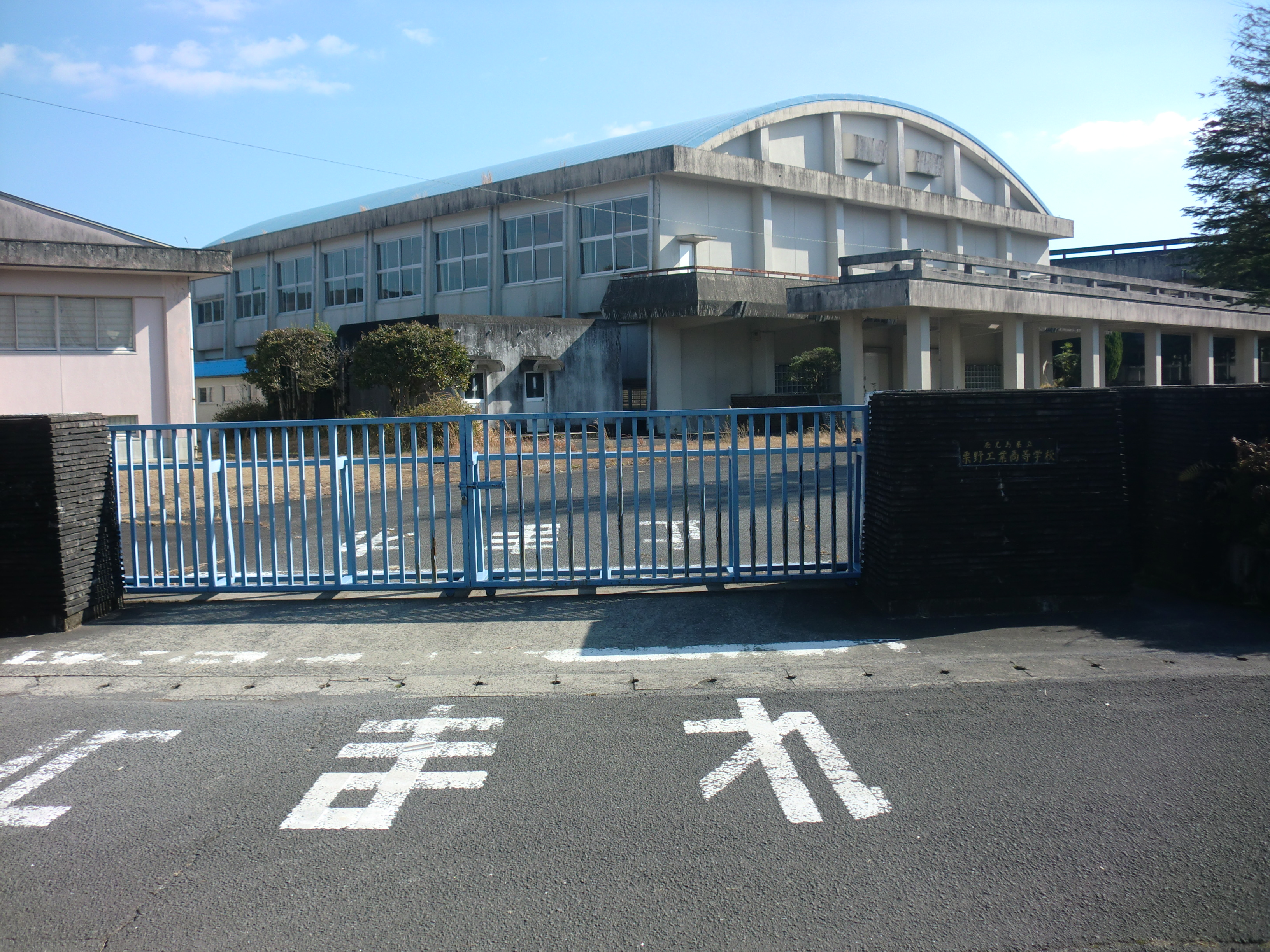
鹿児島県立栗野工業高等学校（2010年閉校）

#### 高等学校
- 鹿児島県立栗野工業高等学校 2010年3月 閉校

#### 中学校

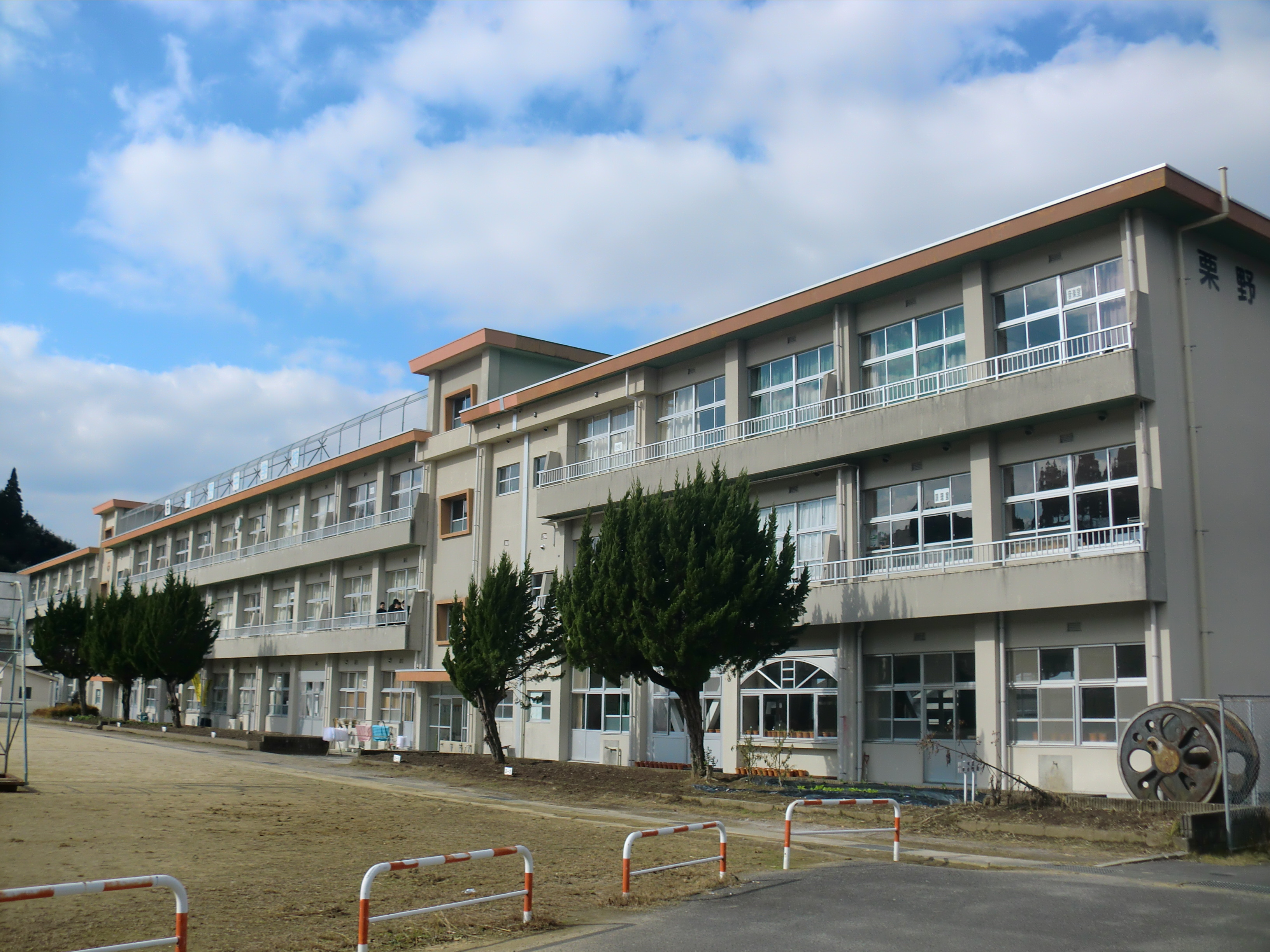
湧水町立栗野中学校
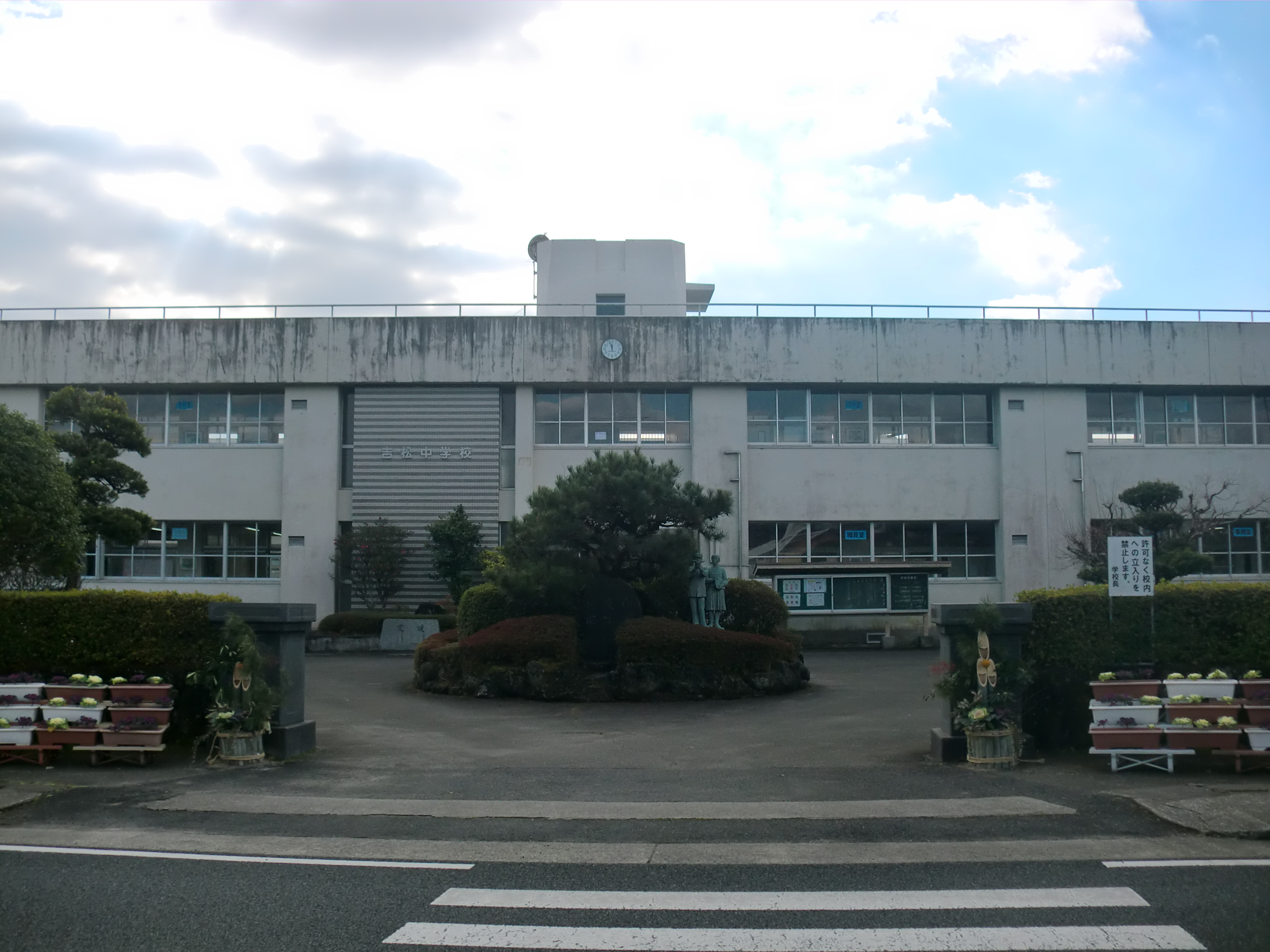
湧水町立吉松中学校

#### 小学校

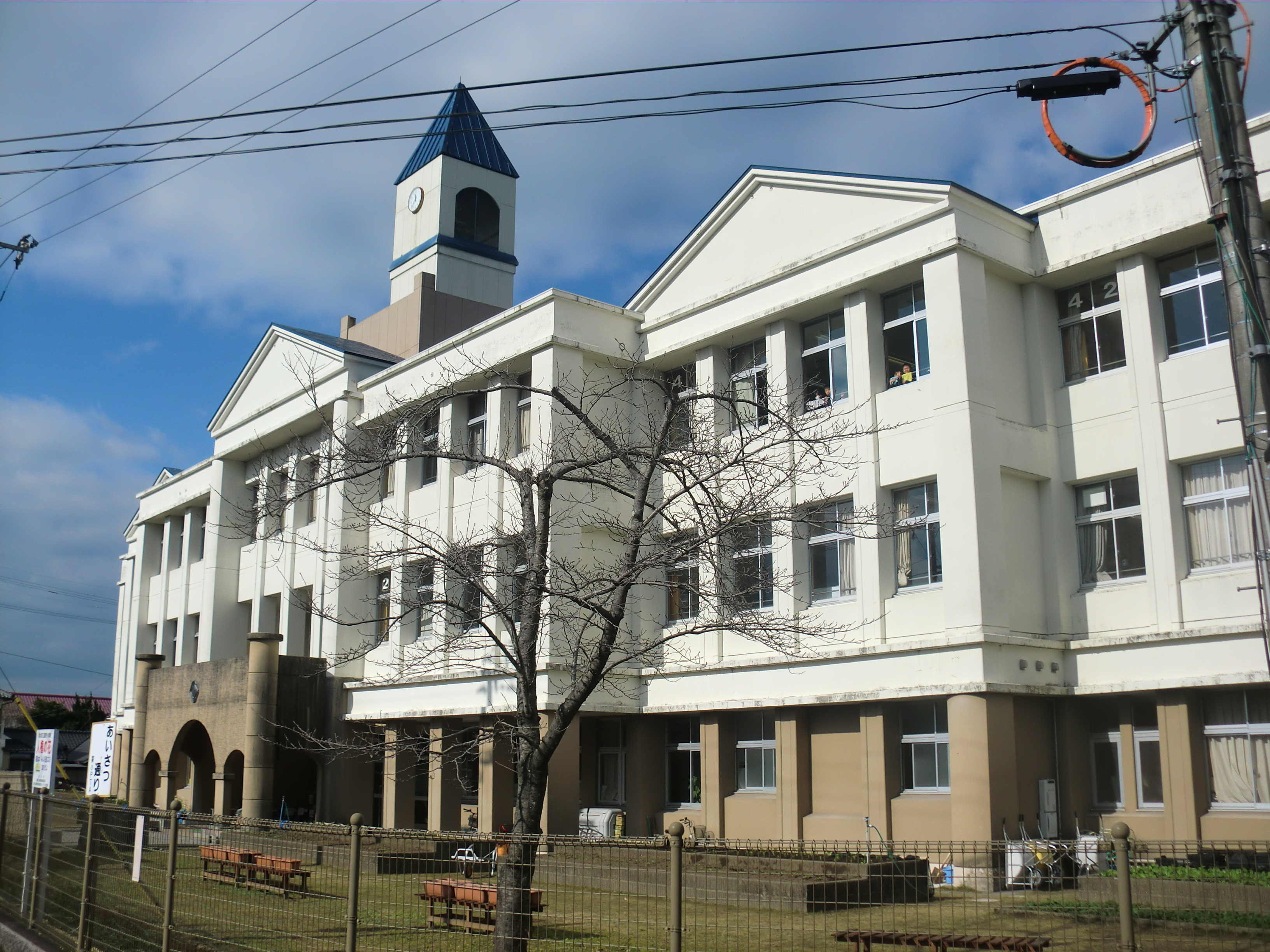
湧水町立栗野小学校
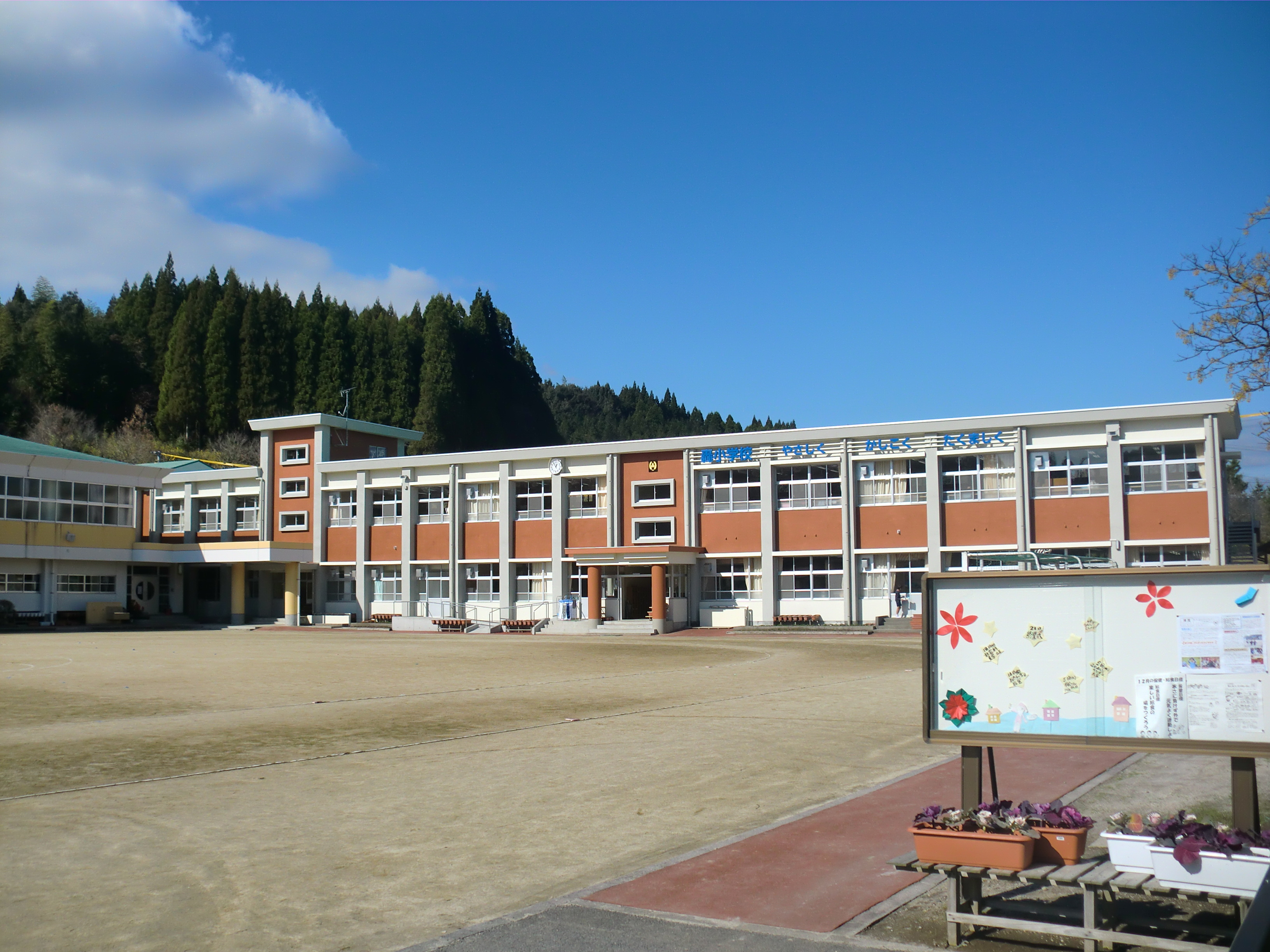
湧水町立轟小学校
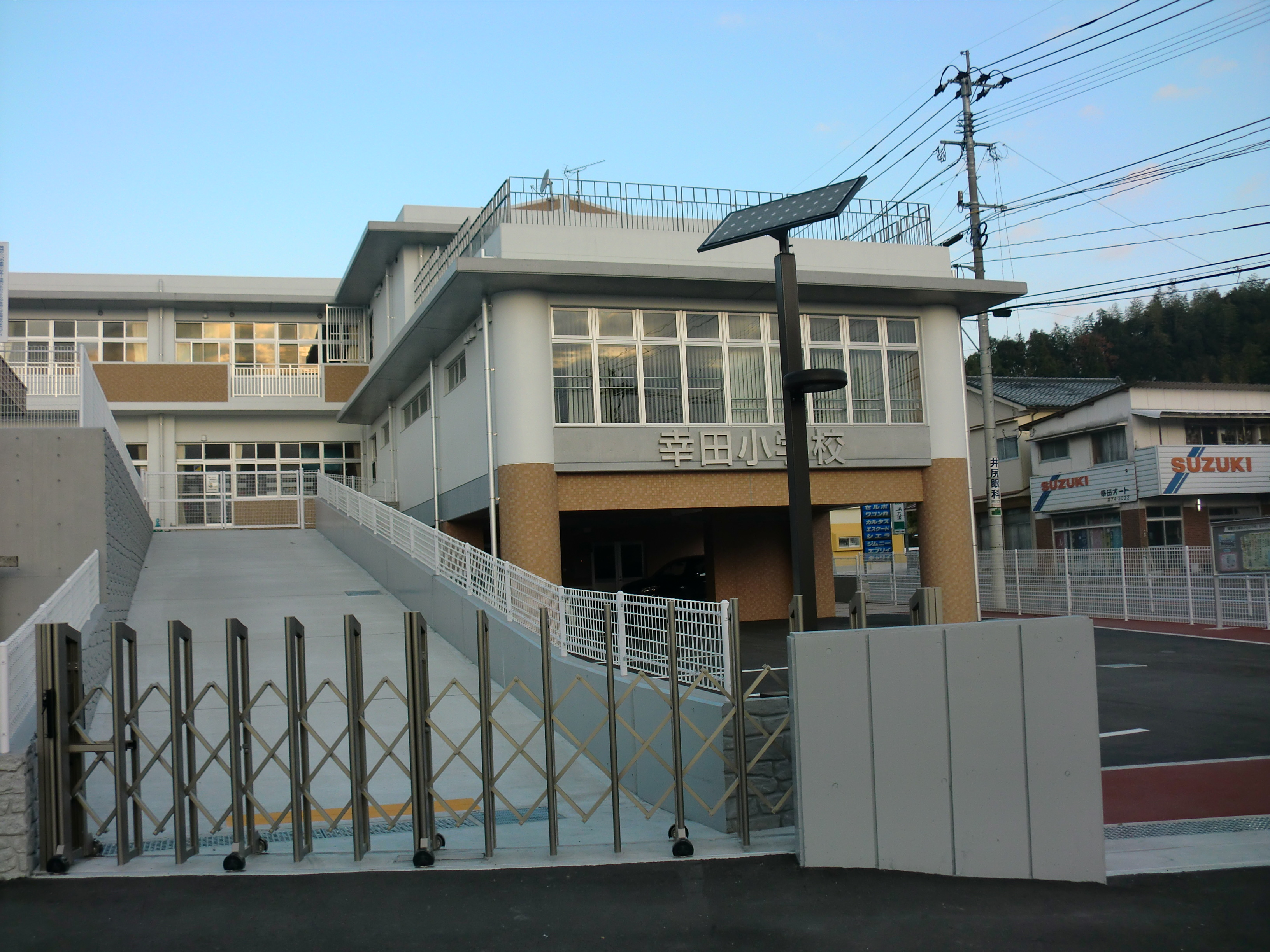
湧水町立幸田小学校
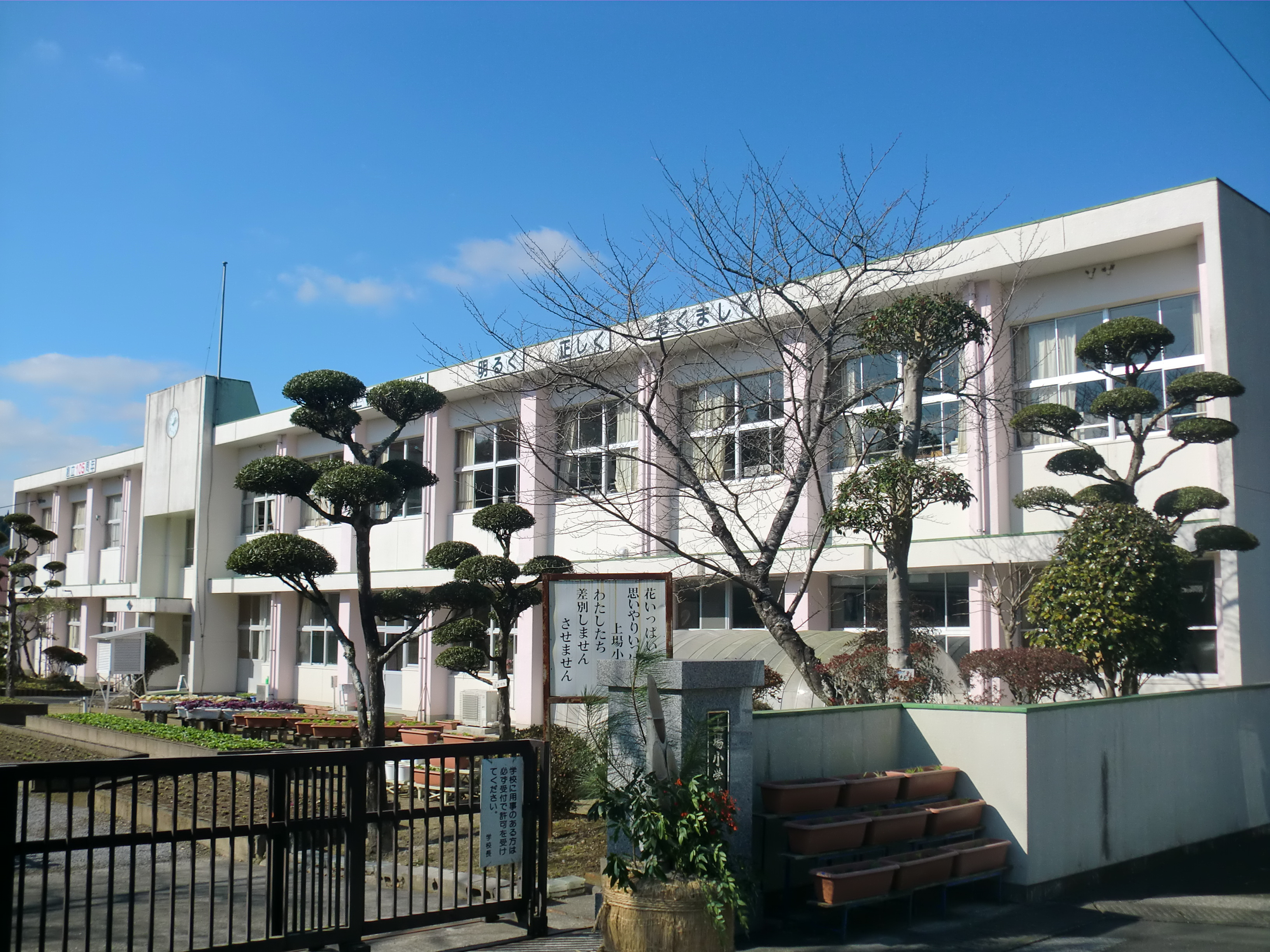
湧水町立上場小学校
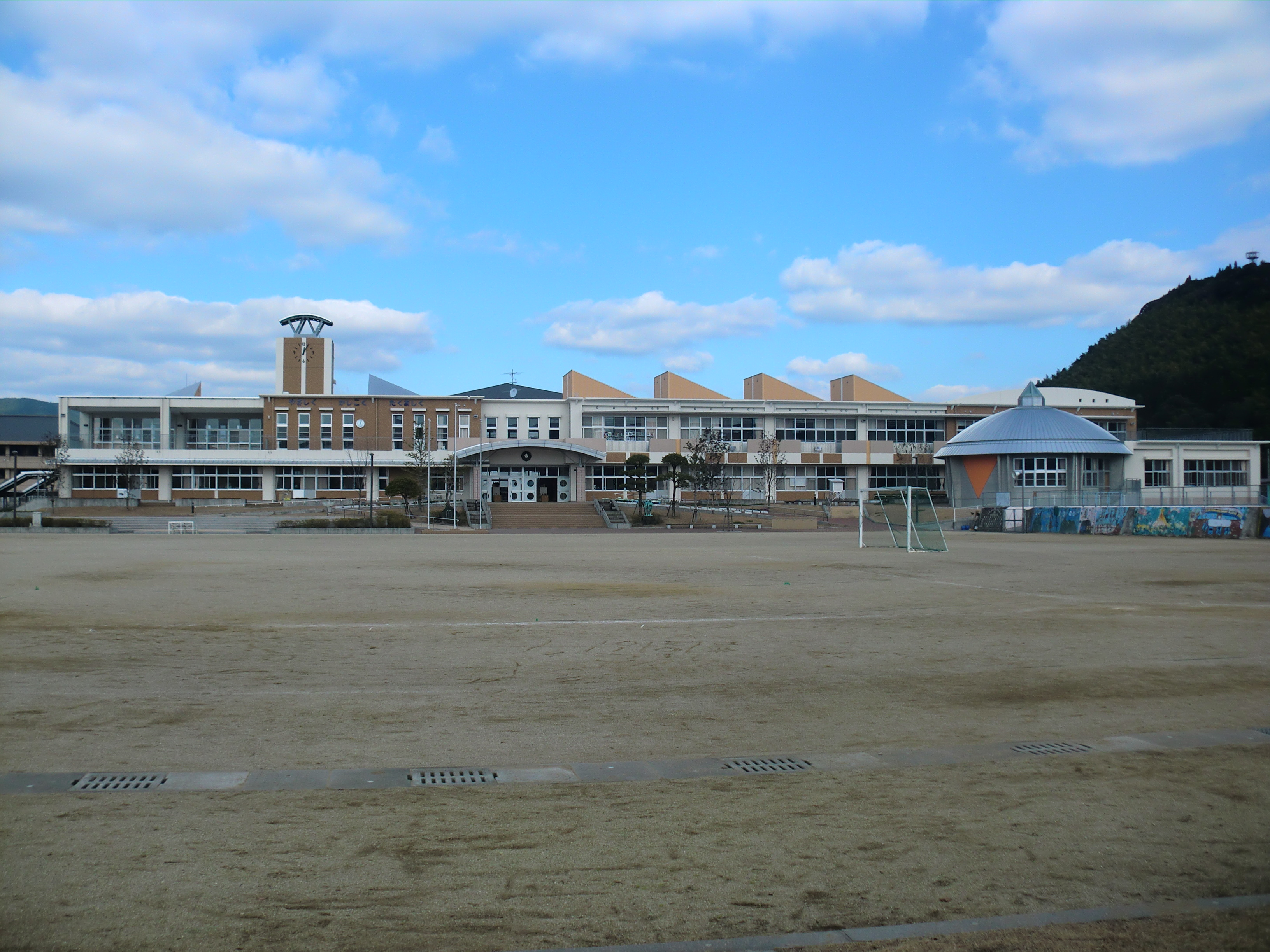
湧水町立吉松小学校

#### 幼稚園
- 吉松幼稚園
- 栗野幼稚園

#### 保育園
- 円乗寺保育園
- 照光保育園
- 心光保育園
- 二ツ葉保育園

## 交通

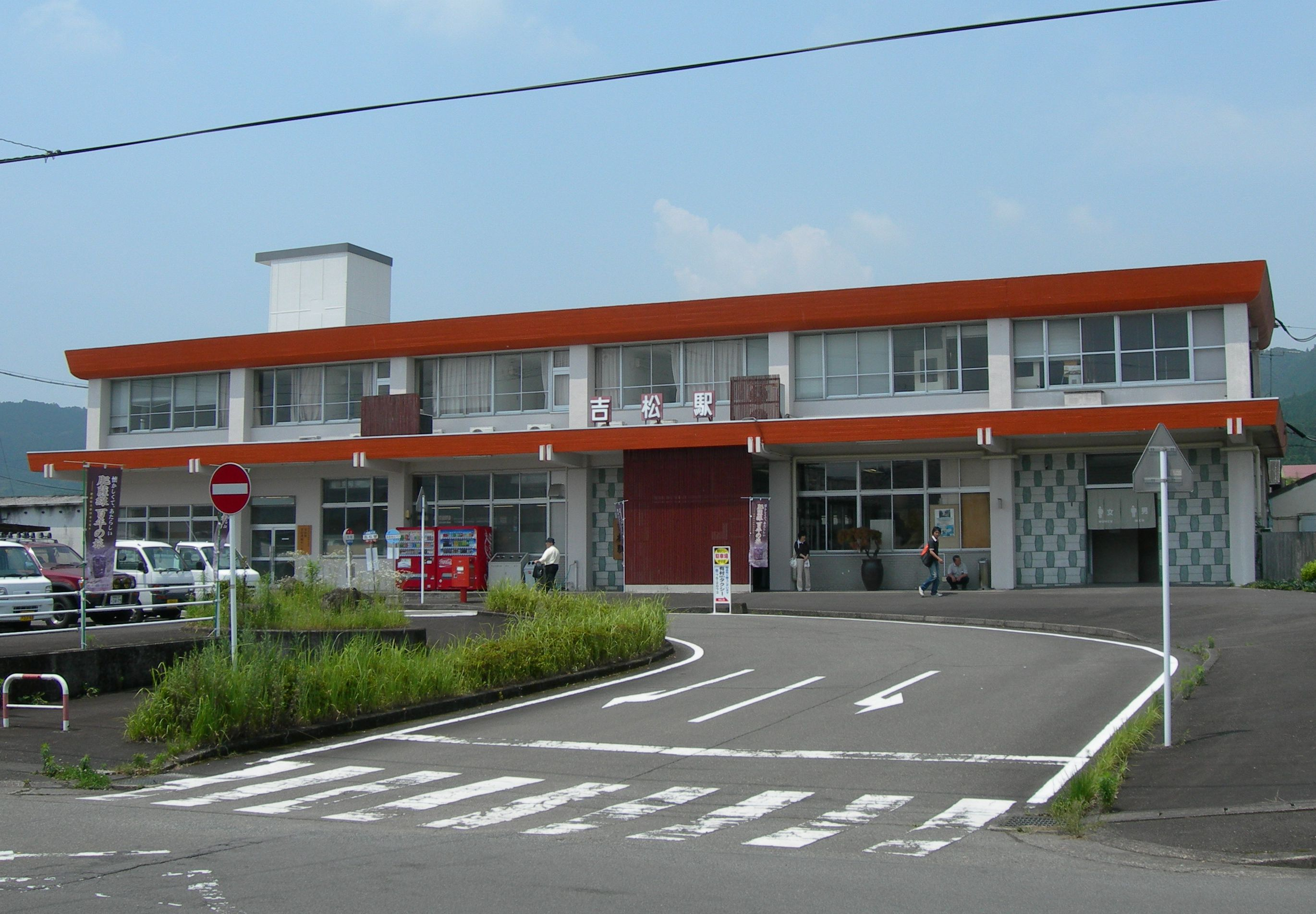
吉松駅

### 航空
町域に空港はない。最寄り空港は鹿児島空港（湧水町から空港まで車で約30～40分）。

### 鉄道
湧水町のうち、吉松は鉄道の町であり、鉄道とともに栄えそして衰退を見た町である。吉松駅と栗野駅は特急はやとの風の停車駅。また、湧水町に残るアーチ煉瓦暗渠、 吉松駅横の石倉（燃料庫）、吉松駅前の保存車両（「C5552号蒸気機関車」） は、近代化産業遺産の物資輸送関連遺産（肥薩線）の一部となっている。
- 九州旅客鉄道（JR九州）
  - 肥薩線
    - 吉松駅 - 栗野駅

  - 吉都線
    - 吉松駅 - 鶴丸駅

#### 廃線
1988年まで山野線が通っていた。
- 山野線
  - 栗野駅 - 稲葉崎駅

### バス

#### 路線バス
- 南国交通 - 隣の伊佐市との間と、鹿児島空港との間に運行している。
  - 水俣駅前 - 山野 - 大口 - 菱刈 - 湯之尾 - 稲葉崎 - 栗野三文字 - 横川 - 溝辺 - 鹿児島空港
  - 大口 - 菱刈 - 湯之尾 - 稲葉崎 - 栗野三文字 - 栗野駅前

#### コミュニティバス
- 100円で乗車できる町内を一周する湧水ふるさとバスを運行している。

### 道路

#### 高速道路
- 九州自動車道
  - 吉松パーキングエリア - 栗野インターチェンジ

#### 一般国道
- 国道268号

#### 県道
主要地方道
- 鹿児島県道53号菱刈横川線
- 鹿児島県道55号栗野加治木線

## 電話番号
- 0995-74 （栗野地区）
- 0995-75 （吉松地区）

## 郵便番号
- 899-6101 鶴丸
- 899-6102 中津川
- 899-6103 川添
- 899-6104 川西
- 899-6105 般若寺
- 899-6201 木場
- 899-6202 北方
- 899-6203 田尾原
- 899-6204 稲葉崎
- 899-6205 幸田
- 899-6206 恒次
- 899-6207 米永
- 899-6200 上記に掲載がない場合

## 名所・旧跡・観光スポット・祭事・催事
- 霧島山麓丸池湧水（日本名水百選）
- 幸田の棚田（日本棚田百選）
- 筒羽野の疏水（疏水百選）
- ヒガンザクラの自生南限地
- ノハナショウブの自生南限地（三日月池）
- 日本一のタブの木
- 沢原高原
- 池平公園
- 竹中池公園（そうめん流し、町営プール）
- 永山古墳群
- 松尾城（栗野城）跡
- 霧島アートの森
- 日本一の枕木階段
- 鹿児島茶発祥の地（般若寺）
- 吉松温泉郷（鶴丸、般若寺、川西等）
- 栗野岳温泉（八幡大地獄）
- 勝栗神社（鹿児島神宮の北方守護社）
- 観光SL会館
- 魚野峠パラグライダー基地

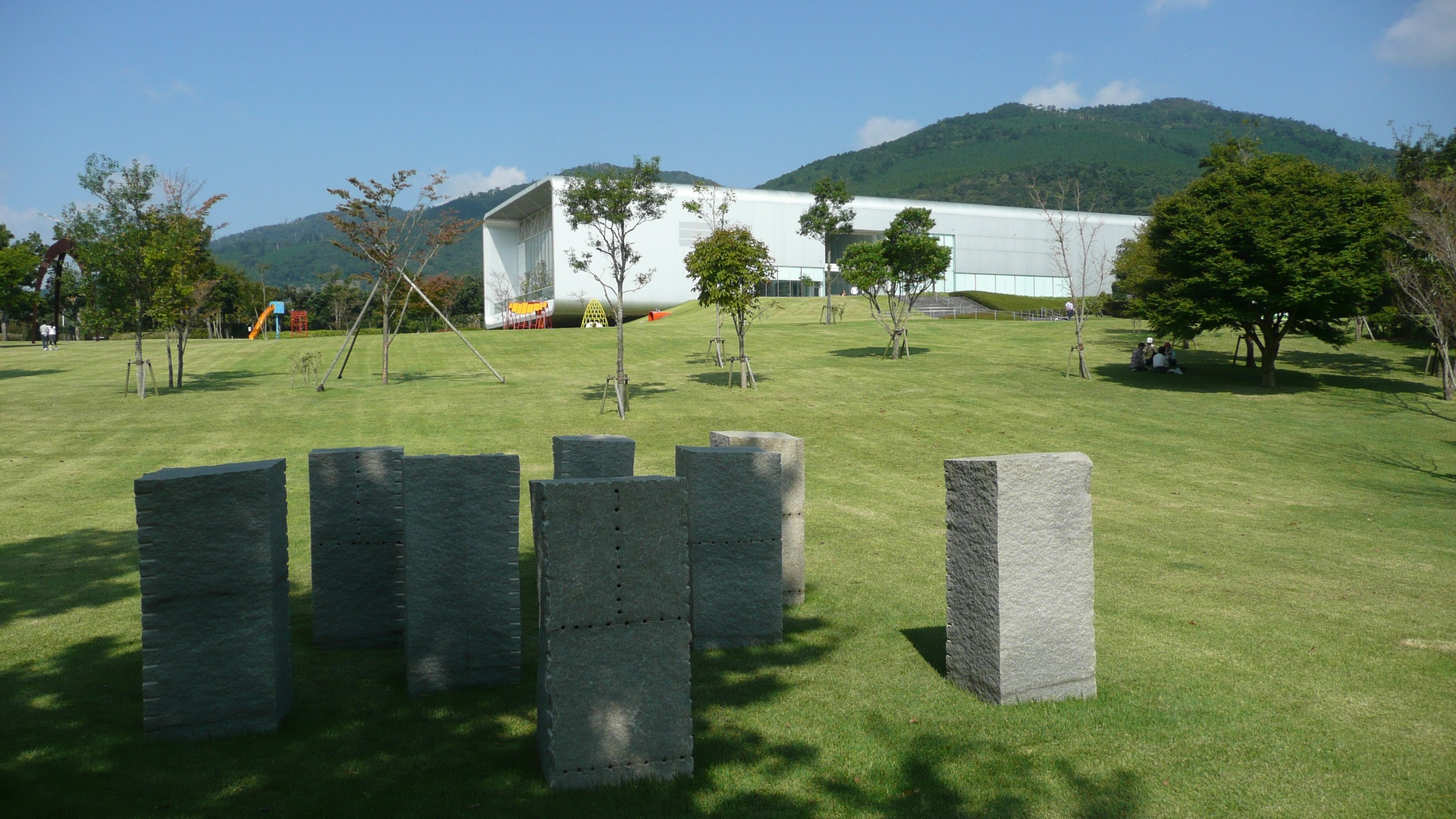
霧島アートの森

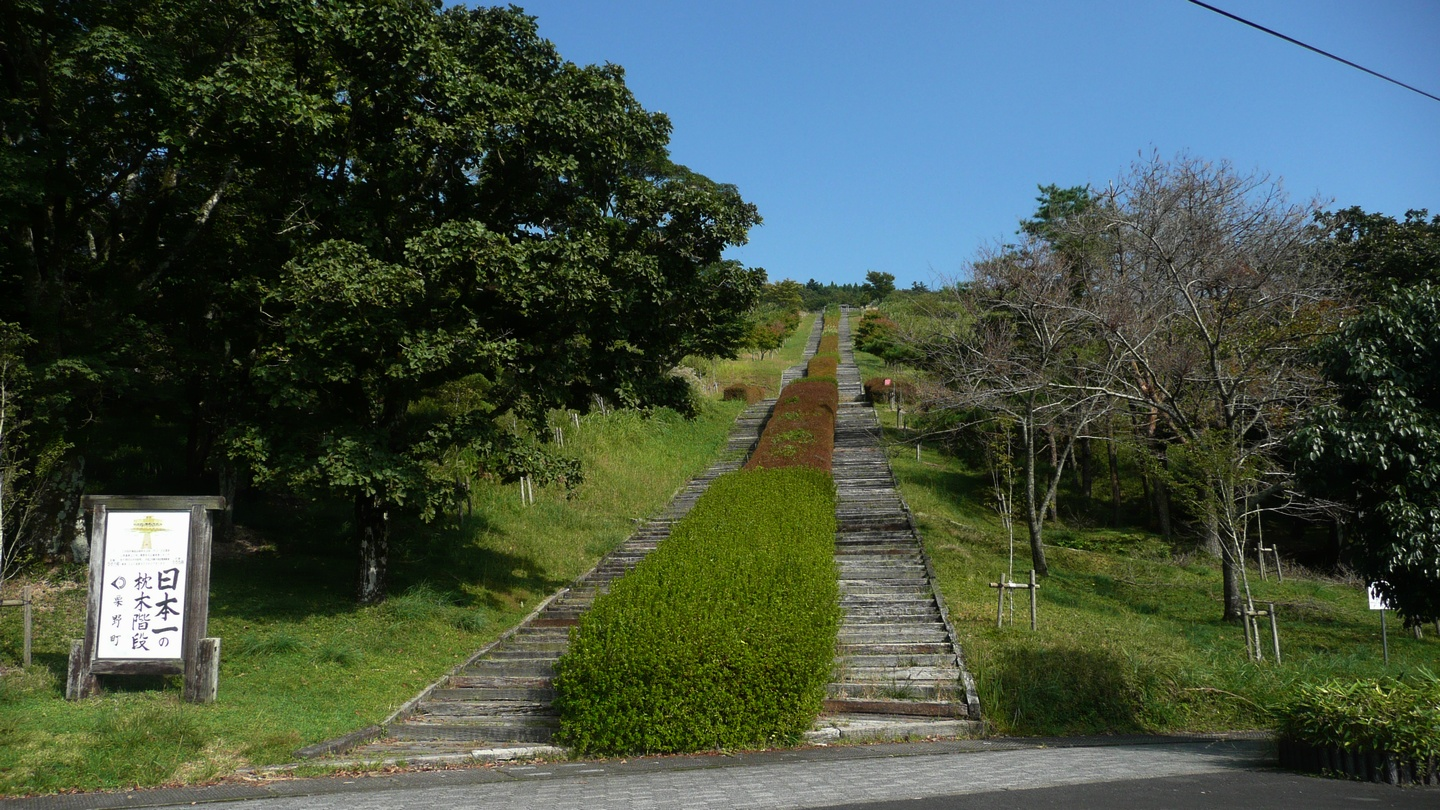
枕木階段

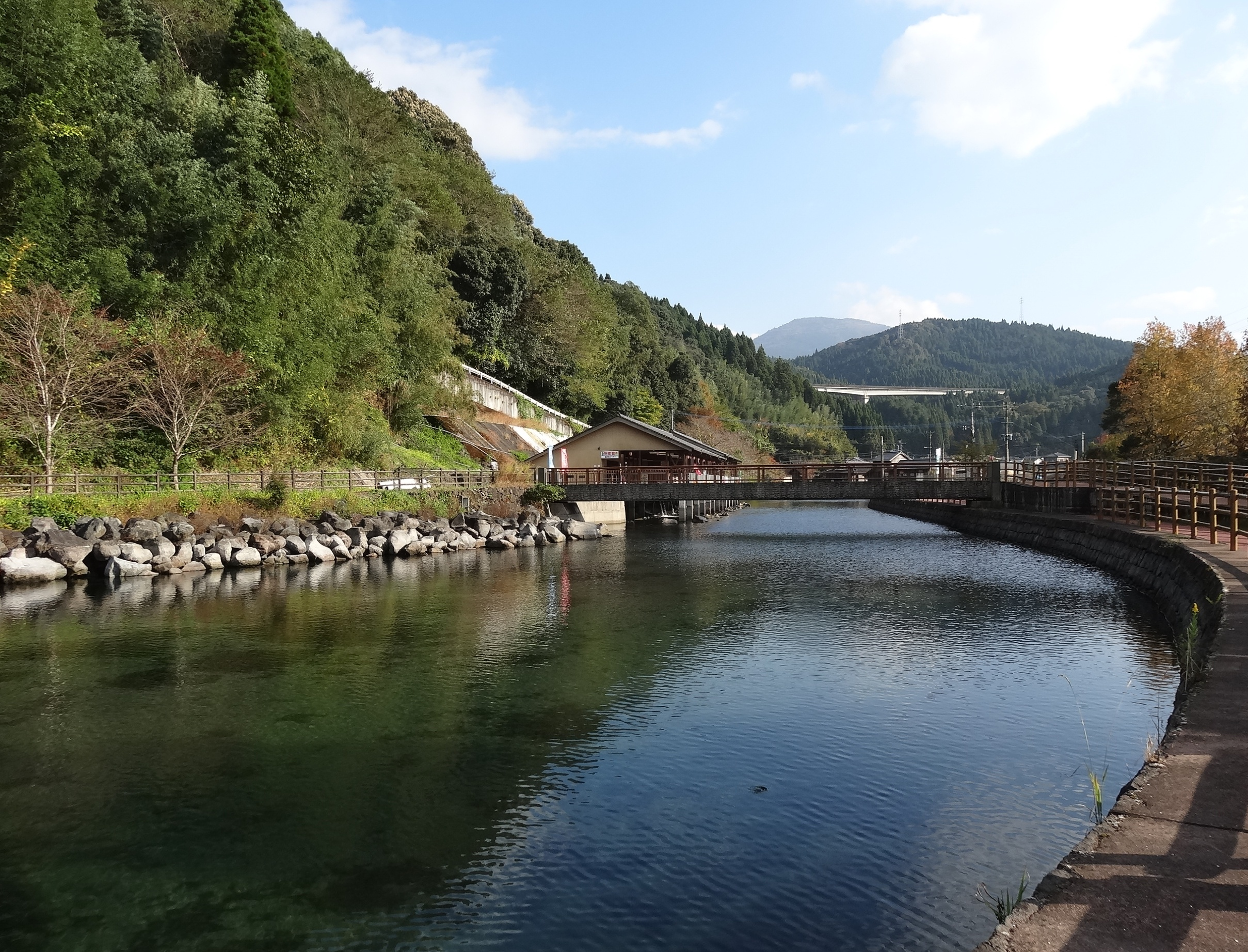
竹中池

- いきいきセンターくりの郷（主に温泉、図書館）
- 湯ったり館
- 栗野岳高原まつり（5月、11月開催）
- 星の散歩道（二渡イルミネーション、12月1日～1月7日開催）

## 著名な出身者
- 稲本潤一 - サッカー選手、出生地
- 木村有希 - バレーボール選手
- 新原聖生 - さんみゅ〜メンバー、アイドル、歌手

## 湧水町を舞台とした作品
- 『大造じいさんとガン』（椋鳩十）
- 『栗野岳の主』（椋鳩十）
- 『夏目友人帳 伍』第10話「塔子と滋」（緑川ゆき）
- 『スーパーカブ』第12話「スーパーカブ」（トネ・コーケン）